# Aarup
 Denne artikel omhandler byen Aarup. Der er også andre byer med dette navn, se Årup.
Aarup eller Årup er en by på det vestlige Fyn med 3.246 indbyggere  (2024), beliggende i Årup Sogn 23 kilometer vest for Odense og 23 kilometer øst for Middelfart på jernbanestrækningen Odense-Fredericia.
Byen ligger i Assens Kommune og hører til Region Syddanmark.

## Historie

### Landsbyen
Aarup var oprindelig en landsby. I landsbyfællesskabets tid havde den kun 3 gårde og 2 huse uden jord. Driftsformen var tovangsbrug med rotationen 4/4.

### Stationsbyen
Aarup stationsby udviklede sig i 1800-tallet, da der i 1860'erne blev anlagt jernbane over Fyn, og Aarup blev stationsby. Til trods for, at stationen blev lagt blot omkring 100 m syd for den gamle landsby, udviklede stationsbyen sig sydover, ikke nordover, omkring den vej, der krydsede jernbanen i nord-sydgående retning.
Om Aarups hastige udvikling vidner J. P. Trap: Danmarks beskrivelse af byen: i 1. udgave fra 1858: Aarup, næsten ganske udflyttet; 2. udgave fra 1873: foruden jernbanestation og postekspedition findes en folkehøjskole. I 1899 omtales Aarup som en stærkt voksende by med skole, folkehøjskole, realskole, teknisk skole (oprettet i 1880-erne), industriforeningsbygning, apotek (flyttet hertil fra Gribsvad), lægebolig, missionshus, kirkegård, sparekasse (oprettet 1894), 2 møller, købmandsforretninger, maltgøreri, kalkværk, maskin- og vognfabrik m.m., markedsplads, gæstgiveri, jernbane-, telegraf- og telefonstation samt postkontor.
Om Aarups trivsel i det 20. århundrede vidner befolkningsudviklingen:
| År   | Husstande | Indbyggere |
| ---- | --------- | ---------- |
| 1901 | -         | 787        |
| 1906 | -         | 783        |
| 1911 | -         | 883        |
| 1916 | 188       | 878        |
| 1921 | -         | 956        |
| 1925 | -         | 1067       |
| 1930 | 274       | 973        |
| 1935 | 295       | 1027       |
| 1940 | -         | 986        |
| 1945 | 337       | 1067       |
| 1950 | -         | 1153       |
| 1955 | -         | 1189       |
| 1976 | -         | 1931       |

Ved folketællingen 1911 ernærede sig af indbyggerne i Aarup 46 ved landbrug, 332 ved håndværk og industri, 229 ved handel og 89 ved transport. Ved folketællingen 1930 ernærede sig af Aarups indbyggere 50 af landbrug, 342 ved industri, 200 ved handel og omsætning, 108 ved transport, 52 ved immatriel virksomhed, 95 ved husgerning mens 109 var ude af erhverv og 17 ikke havde oplyst indkomstkilde.
I Aarup ligger Årup Kirke. Aarup har en gammel mølle der ikke længere er aktiv, men er dekoreret med lys om aftenen, og kan ses fra Bredgade mod syd.. Der findes desuden et lokalhistorisk arkiv, som er en del af byens kulturhus
Aarup var indtil 2007 hovedby i Aarup Kommune, men indgik efter kommunalreformen i Assens Kommune.

## Erhverv
Den største virksomhed i Aarup er Dan-Foam, der producerer TEMPUR-madrasser. Derudover er der mindre fremstillingsvirksomheder. Distributionscenteret for Hjem-Is flyttede til Odense i 2008. Den vestfynske lokalbank Totalbanken, som havde hovedsæde i byen, blev i 2023 overtaget af Sparekassen Danmark.
Flere virksomheder kan nævnes: Scankab Cables, Micro Technic og Cooltherm.
Byens detailhandel er især koncentreret på Bredgade samt dele af Indre Ringvej og Korsgade.

## Transport og infrastruktur

### Tog
Regionaltog fra Aarup Station mod:
- Fredericia
- Odense

### Bus
Regionalbus:
- Rute 130 - Odense - Aarup - Assens (kører kun i weekender)
- Rute 131 - Odense - Aarup - Glamsbjerg - Haarby
- Rute 132 - Odense - Aarup (kører kun på hverdage)

Lokalbus:
- Rute 751 - Aarup - Orte - Frøbjerg - Ørsted - Aarup
- Rute 752 - Aarup – Hjerup – Kerte
- Rute 753 - Aarup - Etterup - Ålsbo - Grønnemose

Uddannelsesbus:
- Rute 813U - Ørsted - Aarup - Kold COLLEGE-SDE Munkebjergvej

Øvrige transportmuigheder:
- Flextur
- Plustur

Bredgade er en del af rute 329 mellem Bogense og Faaborg.

## Kultur
Kulturhuset Industrien rummer bibliotek, biograf, spillested, galleri og Lokalhistorisk Arkiv.
I 2009 lavede TV 2 en række programmer under titlen I en anden del af Danmark. De omhandlede de fire udviklingshæmmede Jan Pedersen, Lilli Sørensen, Lillian Hansen og Flemming Pedersen fra Bostedet Lindebjerg i Aarup.
Omkring 8 km nord for Aarup ligger forlystelsespark Fun Park Fyn, som dog har Aarups postnummer.

## Notable bysbørn
- Lasse Helner, sanger og musiker

- Lydmor, sangerinde og musiker.
- Martin Johannes Larsen, komiker og TV-Personlighed

## Billeder fra byen
- Stationen i Aarup